# Rio Kymi
O rio Kymi (em finlandês:  Kymijoki, em sueco:  Kymmene älv) é um curso de água da Finlândia. Nasce no lago Päijänne e flui através das províncias de Päijät-Häme, Uusimaa e Kymenlaakso e descarga no golfo da Finlândia. O rio passa pelas cidades de Heinola e Kouvola. A cidade de Kotka está localizada nas imediações do delta do rio.